# Annick Horiuchi
Annick Mito Horiuchi, née en 1959 à Tokyo, est une historienne des mathématiques et historienne des sciences.
Elle est professeure à l’université Paris Diderot, où elle est associée avec le Centre de recherche sur les civilisations de l’Asie orientale (CRCAO).

## Biographie

### Études
Annick Horiuchi est élève de l’École normale supérieure de jeunes filles de 1979 à 1984. Elle obtient une licence de mathématiques en 1980 et une maîtrise en mathématiques en 1981 à l’université Paris 7 ; elle est agrégée de mathématiques l’année suivante. En 1983, elle obtient un DEA d’analyse numérique à l’université Paris 6 et une licence de japonais à Paris 7. En 1984, elle entame une première année de DEUG en chinois en cours du soir à Paris 7 et obtient une maîtrise de japonais. Elle part ensuite au Japon, étudiant le chinois et l’histoire des sciences à l’université de Tokyo et au Kanda Gaigo gakuin.
Horiuchi a soutenu son doctorat en 1990 ; sa thèse, Étude de Seki Takakazu (?-1708) et Takebe Katahiro (1664-1739), deux mathématiciens de l’époque d’Edo, a été dirigée par Paul Akamatsu. 
Elle obtient une habilitation à diriger des recherches à Paris 7 en 2002.

### Carrière
Elle est professeure de mathématiques au lycée Montesquieu au Mans de 1987 à 1988. Pensionnaire de la Fondation Thiers de 1988 à 1991, elle est répétitrice de japonais à l’École normale supérieure de 1991 à 1994. Maîtresse de conférences de l’université Paris-Diderot de 1994 à 2001, elle travaille ensuite au CNRS au laboratoire « Civilisation japonaise » de 2001 à 2003 ; elle est depuis 2003 professeure à l’université Paris-Diderot, où elle est associée avec le Centre de recherche sur les civilisations de l’Asie orientale.
Elle a été conférencière invitée au Congrès international des mathématiciens de 1990, dans la section d’histoire des mathématiques.
Elle est membre de la Société française des études japonaises depuis 1990 et en est la présidente depuis 2004. Elle est aussi membre de l’European Society of Japanese Studies depuis 2003. Elle est élue au Comité national français d'histoire et de philosophie des sciences en 2016.

## Publications
Horiuchi est l’auteure notamment de :
- Les mathématiques japonaises à l’époque d’Edo (1600-1868) — une étude des travaux de Seki Takakazu (?-1708) et de Takebe Katahiro (1664-1739), Collection Mathesis, Paris : Librairie philosophique J. Vrin, 1994, 409 p., traduit en anglais par Silke Wimmer-Zagier sous le titre Japanese Mathematics in the Edo Period (1600-1868) : A study of the works of Seki Takakazu (?-1708) and Takebe Katahiro (1664-1739), Birkhäuser 2010.
- Repenser l’ordre, repenser l’héritage : Paysage intellectuel du Japon (XVIIe – XIXe siècle)., édité avec Frédéric Girard et Mieko Macé, Droz, 2002.
- Traduire, Transposer, Naturaliser : La formation d’une langue scientifique moderne hors des frontières de l’Europe au XIXe siècle, édité par Pascal Crozet, l’Harmattan, 2004.
- Listen, Copy, Read : Popular Learning in Early Modern Japan, édité avec Matthias Hayek, Brill, 2014.